# Кватро (Форли-Чезена)
Кватро (итал. Quattro) је насеље у Италији у округу Форли-Чезена, региону Емилија-Ромања.
Према процени из 2011. у насељу је живело 484 становника. Насеље се налази на надморској висини од 39 м.